# Arkadi Vorobiov
Arkadi Nikitich Vorobiov (en ruso, Аркадий Никитич Воробьёв); Mordovo, 3 de octubre de 1924-Moscú, 22 de diciembre de 2012) fue un haltera, entrenador, científico y escritor soviético y ruso. Compitió en los Juegos Olímpicos de 1952, 1956 y 1960 donde ganó un oro y dos bronces. Entre 1950 y 1960 estableció 16 récords del mundo. Después de muchos años dirigió el equipo nacional soviético y el programa olímpico de halterofilia de la Unión Soviética. En 1995 fue introducido en el Salón de la Fama de la Federación Internacional de Halterofilia.

## Biografía
Vorobiov nació en el pueblo de Mordovo. Durante la Segunda Guerra Mundial, sirvió en la Marina soviética en el Mar Negro. Después de la guerra, trabajó en la restauración del puerto de Odesa, dragando minas como submarinista. Allí Vorobiov se familiarizó con el levantamiento de pesas, su primera competición fue el campeonato del puerto marítimo.
Después de ganar diferentes campeonatos del Mundo (1953–55, 1957 y 1958) y títulos Europeos (1950, 1953–55, 1958) compitiendo en las categorías de menos de 82 y menos de 90 kilos. Entre 1950 y 1960 batió 26 récords mundiales, 16 des ellos de forma oficial. Durante muchos años, Vorobiov capitaneó el equipo soviético de levantamiento de pesas, y después de retirarse de las competiciones se convirtió en su entrenador.
En 1957 Vorobiov se graduó en el Instituto médico. Desde 1977 fue el rector del Instituto de Cultura Física y Deportes de Óblast de Moscú. A lo largo de su carrera científica, Vorobiov publicó cinco libros de texto y alrededor de 200 artículos científicos sobre levantamiento de pesas. Fue el jefe del programa soviético de entrenamiento de levantamiento de pesas y uno de los primeros científicos soviéticos en aplicar computadoras al proceso de entrenamiento. Entre sus estudiantes se incluyen entrenadores de élite y deportistas de Rusia, Bulgaria, Cuba, Hungría y muchos otros países.

## Palmarés internacional
| Juegos Olímpicos   | Juegos Olímpicos      | Juegos Olímpicos  | Juegos Olímpicos |
| Año                | Lugar                 | Medalla           | Categoría        |
| ------------------ | --------------------- | ----------------- | ---------------- |
| 1952               | Helsinki (Finlandia)  | Medalla de bronce | -82,5 kg         |
| 1956               | Melbourne (Australia) | Medalla de oro    | -90 kg           |
| 1960               | Helsinki (Finlandia)  | Medalla de oro    | -90 kg           |
| Campeonato Mundial |                       |                   |                  |
| Año                | Lugar                 | Medalla           | Categoría        |
| 1950               | París (Francia)       | Medalla de plata  | -82.5 kg         |
| 1953               | Estocolmo (Suecia)    | Medalla de oro    | -82.5 kg         |
| 1954               | Viena (Austria)       | Medalla de oro    | -90 kg           |
| 1955               | Múnich (RFA)          | Medalla de oro    | -90 kg           |
| 1957               | Teherán (Irán)        | Medalla de oro    | -90 kg           |
| 1958               | Estocolmo (Suecia)    | Medalla de oro    | -90 kg           |
| 1959               | Varsovia (Polonia)    | Medalla de plata  | -90 kg           |
| 1961               | Viena (Austria)       | Medalla de bronce | -90 kg           |
| Campeonato Europeo |                       |                   |                  |
| Año                | Lugar                 | Medalla           | Categoría        |
| 1950               | París (Francia)       | Medalla de oro    | -82.5 kg         |
| 1952               | Helsinki (Finlandia)  | Medalla de plata  | -82.5 kg         |
| 1953               | Estocolmo (Suecia)    | Medalla de oro    | -82.5 kg         |
| 1954               | Viena (Austria)       | Medalla de oro    | -90 kg           |
| 1955               | Múnich (RFA)          | Medalla de oro    | -90 kg           |
| 1958               | Estocolmo (Suecia)    | Medalla de oro    | -90 kg           |
| 1959               | Varsovia (Polonia)    | Medalla de plata  | -90 kg           |
| 1961               | Viena (Austria)       | Medalla de bronce | -90 kg           |